# Labeo gonius
Labeo gonius, engl. Kuria Labeo, auf Bengali গনি, কুর্চি, ঘান্যা, ঘোনিয়া, ঘাইন্না, Khursa Bata oder Shada Gonia ist eine großwüchsige Karpfenfischart aus Südostasien.

## Beschreibung
Die Fischart hat einen dunkelgrünen Rücken und silbrig helle Flanken. Labeo gonius besitzt folgende Flossenformel: Dorsale 13–16, Anale 5–6.
Kuria Labeo kann bis maximal 150 Zentimeter lang werden.
Das größte gefangene Exemplar von Labeo gonius wog über 30 Kilogramm.

## Verbreitung und Lebensraum
Kuria Labeo ist in Flüssen der Anrainerstaaten des Golfs von Bengalen wie Pakistan, Indien, Bangladesch und Myanmar beheimatet. Besonders häufig ist er in Assam,  Darjeeling, Westbengalen, Bihar, Uttar Pradesh und Orissa. Der Verbreitungsraum reicht bis zum Krishna River an der Ostküste. Eingeführt wurde diese Fischart auch in Afghanistan und Nepal. Obwohl Teiche nicht zum natürlichen Lebensraum von Labeo gonius gehören, kann er dort kultiviert werden.

## Lebensweise
Die Laichperiode in Bangladesch setzt mit dem Beginn des Südwest-Monsuns ein. Kuria Labeo ist sehr fruchtbar, das Gewicht der Ovarien kann bis zu 87 % des Körpergewichtes betragen.

## Nutzen
In der Teichwirtschaft wird Kuria Labeo meist in Polykultur mit anderen asiatischen Karpfenfischarten gehalten. Kuria Labeo wird häufig mit Labeo rohita gekreuzt, da die Hybriden ein schnelleres Wachstum aufweisen.